# Malacorhynchini
Malacorhynchini sind eine Tribus der Entenvögel (Anatidae). Diese Tribus enthält nur zwei rezente Arten: Die Rosenohrente, die eine endemische Entenart der Fauna Australiens ist, und die Salvadoriente, die nur in den schwer zugänglichen Hochlandregionen Neuguineas vorkommt. Letztere Art wurde erst 1894 wissenschaftlich beschrieben; der erste Gelegefund stammt aus dem Jahre 1959. Malacorhynchus scarletti, als dritte diesem Tribus zugerechnete Art, lebte einst in Neuseeland und wurde schon von den Māori ausgerottet.

## Systematik
Die Verwandtschaft der beiden Arten zueinander hat Bradley C. Livezey in den 1990er Jahren auf Basis morphologischer Gemeinsamkeiten angenommen. Ähnlichkeit besteht hinsichtlich der weißen Rückenzeichnung und der Schwarz-weiß-Zeichnung der Flanken. Die Dunenjungen weisen eine Farbzeichnung auf, die sich von denen der anderen Entenarten deutlich unterscheidet; auch das Federweiß unterscheidet sich.
Traditionell wird die Rosenohrente entweder als Vertreter der Schwimmenten oder als isolierte Art an der Basis der Entenvögel angesehen, während die Salvadoriente als Bewohner schnell fließender Bäche in den Verhaltensweisen Ähnlichkeiten zu den Sturzbach- und Saumschnabelenten aufweist, die allerdings mittlerweile zu den Halbgänsen gezählt werden. Zu den Gemeinsamkeiten von Salvadori-, Sturzbach- und Saumschnabelente gehört das Fehlen eines Saisondimorphismus, das grundsätzlich monogame Verhalten, die aggressive Verteidigung des Brutreviers, das Vorhandensein von Flügelspornen, die Versorgung der Jungvögel durch beide Elterntiere sowie ein Gelege, das aus nur wenigen, dafür jedoch großen Eier besteht. Diese gemeinsamen Merkmale haben sich jedoch vermutlich dadurch entwickelt, dass alle drei Enten auf schnell fließenden Gewässern leben und gelten als ein Resultat der Anpassung an diesen, für Enten extremen Lebensraum.

## Bestand
Die Rosenohrente ist eine in Australien weit verbreitete Art. Ihr Bestand fluktuiert stark. Der auf Entenvögel spezialisierte Ornithologe Hartmut Kolbe bezeichnete die Spatelschnabelente (Synonym für die Rosenohrente) als die extremsten Invasions-Anatiden Australiens. Dort, wo ökologisch günstige Bedingungen herrschen, kommt es sehr schnell zu Massenansammlungen dieser Art. Ökologisch vorteilhaft sind Binnen- und Brackwasserseen sowie überschwemmtes Grasland. In Regionen, wo es zu heftigen lokalen Niederschlägen gekommen ist, treffen sehr rasch diese Vögel in großer Zahl ein. Bieten die überschwemmten Gebiete ihnen geeignete Lebensbedingungen, beginnen sie sofort mit der Balz und Paarung. Mit den zurückgehenden Wasserständen konzentriert sich ihre präferierte Nahrung – nämlich Zoo- und Phytoplankton – in immer kleiner werdenden Gewässern. Meist sind zu diesem Zeitpunkt bereits die Jungvögel geschlüpft. Nach der Australente gilt die Rosenohrente als die häufigste Art in Australien mit einer Populationszahl, die in für diese Entenart günstigen Jahren mehr als 1 Million Individuen beträgt.
Die Salvadoriente dagegen ist eine sehr seltene Art, die ähnlich wie die Sturzbach- und Saumschnabelente darunter leidet, dass in ihrem Lebensraum Regenbogenforellen eingeführt wurden. Dies geschah, um die Proteinversorgung der dort lebenden Menschen zu verbessern. Für die Salvadoriente, die sich unter anderem von den Larven von Köcher- und Eintagsfliegen ernährt, bedeutet dies eine erhöhte Nahrungskonkurrenz. Von der IUCN wird diese Art daher als „gefährdet“ (vulnerable) eingeordnet. Sie ist bereits seit dem Jahre 1968 unter Schutz gestellt, wird aber nach wie vor von der indigenen Bevölkerung Neuguineas gejagt. Die größte Gefahr geht jedoch von der Lebensraumzerstörung entlang der Flüsse aus, an denen diese Ente lebt.

### Einzelbelege
1. ↑   Kolbe, S. 193
2. ↑   Kear, S. 441
3. ↑   Kear, S. 443